# Helianthemum papillare
Helianthemum papillare là một loài thực vật có hoa trong họ Nham mân khôi. Loài này được Boiss. mô tả khoa học đầu tiên năm 1839.